# Вітрянка (Дністровський район)
Ві́трянка — село у Сокирянській міській громаді Дністровського району Чернівецької області України.

## Географія
Вітрянка розташована на правому березі Дністра.

## Історія
За даними на 1859 рік у власницькому селі Хотинського повіту Бессарабської губернії мешкало 622 особи (316 чоловічої статі та 306 — жіночої), налічувалось 104 дворових господарства, існувала православна церква.
Станом на 1886 рік у власницькому селі Романкоуцької волості, мешкало 592 особи, налічувалось 106 дворових господарств, існувала православна церква.
З 1991 року в складі незалежної України.

## Населення

### Мова
Розподіл населення за рідною мовою за даними перепису 2001 року:
| Мова       | Кількість | Відсоток |
| ---------- | --------- | -------- |
| українська | 1234      | 99.36%   |
| російська  | 6         | 0.48%    |
| румунська  | 1         | 0.08%    |
| білоруська | 1         | 0.08%    |
| Усього     | 1242      | 100%     |